# Rodolfo Sandoval
Rodolfo Ariel Sandoval (* 4. Oktober 1948) ist ein ehemaliger uruguayischer Fußballspieler.

## Verein
Der 1,74 Meter große Mittelfeldspieler Rodolfo Sandoval gehörte von 1970 bis 1975 dem Kader Peñarols in der Primera División an. 1973, 1974 und 1975 gewann Sandoval dabei mit den in diesen Spielzeiten von Juan Ricardo Faccio, Hugo Bagnulo, José María Rodríguez und Juan Alberto Schiaffino als Trainer betreuten Aurinegros jeweils die uruguayische Meisterschaft. Mit der Copa Teresa Herrera und der Liguilla-Meisterschaft konnten 1974 weitere Titel errungen werden, die beide 1975 verteidigt wurden.

## Nationalmannschaft
Sandoval war auch Mitglied der A-Nationalmannschaft Uruguays. Mit dieser nahm er an der Weltmeisterschaft 1970 teil. Im Spiel um Platz drei gegen die bundesrepublikanische Auswahl kam er dabei am 20. Juni 1970 zu einem Turniereinsatz, als er in der 67. Minute für Ildo Maneiro eingewechselt wurde.

## Erfolge
- 3× Uruguayischer Meister: 1973, 1974, 1975
- Trofeo Teresa Herrera: 1974, 1975
- Liguilla: 1974, 1975